# مورينو فيراريو
مورينو فيراريو (بالإيطالية: Moreno Ferrario)‏ هو لاعب كرة قدم ومدرب كرة قدم إيطالي في مركز الدفاع، ولد في 20 مارس 1959 في لينيت في إيطاليا. شارك مع منتخب إيطاليا تحت 20 سنة لكرة القدم ومنتخب إيطاليا تحت 21 سنة لكرة القدم. أما مع النوادي، فقد لعب مع نادي أفيلينو ونادي روما ونادي سيينا ونادي فاريسي ونادي نابولي.

## وصلات خارجية
- مورينو فيراريو على موقع الاتحاد الدولي (مؤرشف)  (الإنجليزية)
- مورينو فيراريو على موقع قاعدة بيانات كرة القدم.إي يو (الإنجليزية)
- مورينو فيراريو على موقع عالم كرة القدم.نت (الإنجليزية)